# Stiv Bators
Stiv Bators, né Stephen John Bator, est  un chanteur punk américain né le 22 octobre 1949 à Girard, Ohio, États-Unis et mort le 3 juin 1990 à Paris. 

## Biographie
Stiv Bators est le chanteur du groupe The Dead Boys de 1975 à 1979. Il côtoie durant cette période de nombreux artistes underground de la scène New-Yorkaise comme Joan Jett ou encore Johnny Thunders. Par la suite, il fonde The Wanderers en Angleterre, puis Lords of the New Church en compagnie d'anciens membres de Sham 69 et The Damned.
Dans sa carrière de rocker international, Stiv Bators joue également en compagnie de Dee Dee Ramone au sein de Frankenstein puis The Whores of Babylon.
Stiv Bators enregistre deux disques solos : Disconnected en 1980 et The Lord and The New Creatures, où on retrouve les prémices des Lords of the New Church ainsi que son admiration pour Jim Morrison.
Dans la bande dessinée Captain Futur, de Philippe Manœuvre et Serge Clerc (les Humanoïdes Associés, 1979), Stiv Bators est le nom donné aux « Chef des Pirates de l'Espace », un personnage punk et stylisé, en hommage au rocker.
Au début des années 1980, Stiv Bators vit une courte romance avec Bebe Buell, la mère de Liv Tyler. 
En 1981, Stiv Bators apparaît au cinéma dans le film Polyester, du réalisateur John Waters.
Sa dernière performance sur scène à lieu à l'Elysée Montmartre le 30 janvier 1990 aux côtés de Jad Wio pour une reprise de leur chanson Priscilla. 
Alors qu'il circule à moto dans Paris, il est heurté par un taxi le 3 juin 1990. Pensant qu'il n'a rien de grave, il ne se rend pas à l'hôpital, rentre à son domicile et meurt dans la nuit du 3 juin 1990 au 4 juin 1990 durant son sommeil d'un traumatisme crânien à l'âge de 40 ans.
Grand fan de Jim Morrison, l'urne funéraire est déposée sur la tombe du leader des Doors au cimetière du Père-Lachaise. Ses cendres auraient ensuite été dispersées sur le marbre de la sépulture mais le réalisateur John Waters avoue plus tard que la petite amie parisienne de Stiv Bators, Caroline Warren, lui dévoile qu'elle avait sniffé une partie des cendres afin d'être toujours proche de lui[réf. nécessaire].
Après sa mort des personnalités telles que John Waters, Iggy Pop, Johnny Thunders et Lydia Lunch  lui rendent hommage.